# Diana Salazar Méndez
Pour les articles homonymes, voir Salazar et Méndez.
Diana Salazar Méndez, née le 5 juin 1981 à Ibarra, est une juriste et avocate équatorienne et l'actuelle procureure générale de l'Équateur.

## Biographie

### Éducation
Diana Salazar est d'origine afro-équatorienne.
Elle est diplômée en sciences politiques et sociales de l'université centrale de l'Équateur. Elle est également titulaire d'une maîtrise en droit procédural avec mention pénale, de l'université technologique d'Indoamérique.

### Carrière
En 2001, à l'âge de 20 ans, Diana Salazar commence à travailler au parquet de Pichincha en tant que procureure adjointe, tout en poursuivant ses études à la faculté de droit de l'université centrale. En 2006, elle est promue secrétaire du procureur, et en 2011, elle devient procureure du sud de la ville de Pichincha.
En tant que procureure, elle enquête sur la FIFAgate en 2015, dans laquelle l'ancien président de la Fédération équatorienne de football, Luis Chiriboga, est arrêté. Elle préside ensuite l'unité d'analyse financière et économique et dirige des enquêtes sur la corruption, comme l'implication du vice-président de l'époque, Jorge Glas, dans le scandale Petrobras.
Diana Salazar est nommée à l'unanimité procureure générale de l'Équateur par le Conseil transitoire pour la participation citoyenne et le contrôle social, dont les membres ont été sélectionnés et non élus (Consejo de Participación Ciudadana y Control Social Transitorio, CPCCS) le 1er avril 2019.
Elle dirige l'opération métastase qui aboutit à l'arrestation d'une trentaine de personnes dont le président du Conseil supérieur de la magistrature et l’ex-directeur national des prisons ayant un lien avec le narcotrafiquant Leandro Norero.
Elle fait partie de la liste, publiée par Time magazine, des 100 personnes les plus influentes de 2024.